# CATCH ME (やしきたかじんのアルバム)
「CATCH ME」（キャッチ・ミー）は、1984年5月21日に発売されたやしきたかじん5枚目のアルバム。
2014年12月17日に「CATCH ME(+4)」で再発された。

## 解説
前作から2年半振り、ビクター移籍後初のアルバム。代表曲「あんた」、正式なデビューシングル「ゆめいらんかね」「ハーバーライト」リテイク・ヴァージョンを含む全10曲を収録。「ラヴ・イズ・オーヴァー」は欧陽菲菲との競作。「Too far away」は水越けいこのカバー（後に谷村新司が「Far away」安倍なつみが「Too far away 〜女のこころ〜」でカバー、ヒットさせている。但し、安倍のカバーのみ歌詞が一部異なる）。

## 再発
たかじんが2014年1月3日に急逝したことを受け、同年12月17日に、ビクターに遺したアルバム5作品をリマスタリング、各盤2曲～4曲のボーナストラックを追加してSHM-CDで復刻再発された。

## 収録曲
1. 愛したあとからメランコリー [03:40]
作詞・作曲：谷口雅洋／編曲：若草恵
2. My Friend [04:51]
作詞：山川啓介／作曲：Neil Sedaka／編曲：馬飼野康二
3. 再会－After Five Years－ [05:14]
作詞：竜真知子／作曲：林哲司／編曲：松井忠重
4. ゆめいらんかね [04:42]
作詞：荒木十章／作曲：やしきたかじん／編曲：上柴はじめ
5. あんた [04:08]
作詞・作曲：伊藤薫／編曲：若草恵
6. おやすみDon't You Cry [04:11]
作詞：渡部勢津子／作曲：杉本真人／編曲：松井忠重
7. 海鳴り [05:29]
作詞：伊藤アキラ／作曲・編曲：馬飼野康二
8. ラヴ・イズ・オーヴァー [04:23]
作詞・作曲：伊藤薫／編曲：八木正生
9. ハーバー・ライト [03:39]
作詞：伊藤アキラ／作曲：やしきたかじん／編曲：上柴はじめ
10. Too far away [07:40]
作詞・作曲：伊藤薫／編曲：上柴はじめ
11. 愛したあとからメランコリー（カラオケ）　[3:40]※ボーナストラック※
12. あんた（カラオケ）　[4:08]※ボーナストラック※
13. ラヴ・イズ・オーヴァー（カラオケ）　[4:22]※ボーナストラック※
14. ハーバー・ライト（カラオケ）　[3:18]※ボーナストラック※